# Nyassachromis boadzulu
Nyassachromis boadzulu är en fiskart som först beskrevs av Iles, 1960.  Nyassachromis boadzulu ingår i släktet Nyassachromis och familjen Cichlidae. IUCN kategoriserar arten globalt som sårbar. Inga underarter finns listade i Catalogue of Life.